# Puerta con puerta
Puerta con puerta fue una serie de televisión, estrenada por Televisión española en 1999, sobre una idea original del escritor Alfonso Ussía.

## Argumento
Pelayo de Altuna, Conde de Rivia, es un aristócrata arruinado que se ve abocado a vivir en un apartamento vecino al del "nuevo rico" Ramón Pérez y su esposa Josefina. Las diferentes formas de ver la vida y las maneras y actitudes tan dispares a uno y otro lado de la pared serán continua fuente de conflicto y discordia entre los vecinos.

## Reparto
- Juan Luis Galiardo...Don Pelayo de Altuna y Hondar.
- Sancho Gracia...Ramón Pérez Gil.
- Ágata Lys...Josefina
- Marta Belaustegui ... Fernanda
- Sonia Herrero ... Susana
- Álvaro Monje ... Kevin-Rubén
- José Luis Patiño ... Demetrio
- Santi Ricart ... Beltrán
- Amaia Lizarralde

## Ficha Técnica
- Dirección: Miguel Ángel Díez
- Guiones: Alfonso Ussía, Eduardo Ladrón de Guevara.
- Ayudante de dirección: Javier Quintas.